# 힐러 걸
《힐러 걸》(일본어: ヒーラーガールズ)는 2022년 4월 4일부터 6월 20일까지 방영된 일본의 오리지널 애니메이션이다. 노래로 사람들을 치유하는 「힐러」가 활약하는 세계를 그린 뮤지컬 애니메이션이다.

## 줄거리
서양의학, 동양의학과 함께 하는 세 번째 의학, 힐링, 노래로 질병이나 부상을 치료하는 "음성의학"으로 보급되어 노래 부르기로 의료행위를 하는 힐러는 그 노랫소리로 때로는 상처를 처치하고 때로는 환자의 정신을 안정시키며 때로는 외과수술 시 환자나 집도의 멘탈케어를 시행하고 있다.
그런 힐러를 뜻하는 후지이 카나는, 「음성 의료계의 마녀」라고 불리는 일류 힐러의 카라스마 리아에게 사사, 그녀가 경영하는 「카라스마 음성 치료원」에서, 같은 견습 동료인 이츠시로 레이미, 모리시마 히비키와 함께 수업하고 있다. 여기에 이미 C급 힐러 자격증을 갖춘 귀국 자녀 야나기 소니아가 가세해 꿈을 향해 매진한다.